# Machina II/The Friends & Enemies of Modern Music
Machina II/The Friends and Enemies of Modern Music é o sexto álbum de estúdio da banda de rock alternativo norte-americana The Smashing Pumpkins, lançado em 5 de Setembro de 2000 independentemente na Internet. Machina II foi o último álbum de estúdio dos Smashing Pumpkins antes de seu fim, no mesmo ano.
Machina II foi lançado como um LP duplo e três EPs que, segundo Billy Corgan, líder da banda, são "tecnicamente, lados B."

## Faixas

### LP Duplo (CR-04)
1. "Glass" – 1:54
2. "Cash Car Star" – 3:18
3. "Dross" – 3:26
4. "Real Love" – 4:16
5. "Go" (James Iha) – 3:47
6. "Let Me Give the World to You" – 4:10
7. "Innosense" – 2:33
8. "Home" – 4:29
9. "Blue Skies Bring Tears" (versão elétrica) – 3:18
10. "White Spyder" – 3:37
11. "In My Body" – 6:50
12. "If There Is a God" – 2:08
13. "Le Deux Machina" – 1:54
14. "Atom Bomb" – 3:51

### EP Um (CR-01)
1. "Slow Dawn" – 3:14
2. "Vanity" – 4:08
3. "Satur9" – 4:11
4. "Glass" (versão alternativa) – 2:55

### EP Dois (CR-02)
1. "Soul Power" (James Brown) – 3:02
2. "Cash Car Star" (versão 1) – 3:41
3. "Lucky 13" – 3:05
4. "Speed Kills (But Beauty Lives Forever)" – 4:51

### EP Três (CR-03)
1. "If There Is a God" (piano/voz) – 2:34
2. "Try" (versão 1) – 4:23
3. "Heavy Metal Machine" (mix alternativo da versão 1) – 6:47